# سلسلة شرائح جي فورس 8
سلسلة جي فورس 8 (GeForce 8 series)هي سلسلة شرائح لوحة أم من نفيديا موجة للأجهزة المسرح المنزلي المكتبي التي تستخدم وحدات المعالجة المركزية من شركة AMD (لمعالجات إنتل أنظر شرائح جي فورس9300 أو جي فورس9400). تدعم الشرائح تشغيل أقرص بلو راي 1080بي ودي في دي عالي الدقة (HD DVD) دون الحاجة لإضافى كرت فديو اضافي.

## المزايا
| الميزة                      | الوصف |
| --------------------------- | --- |
| تقنية نفيديا Hybrid SLI     | تقنية تعزيزات الجي فورس، تقنية الـHybridPower                                                                                            |
| الرسومات                    | تدعم دايريكت إكس 10، بوريفيديو عالية الدقة، والمعالجات تيار 8                                                                            |
| خيارات العرض                | واجهة متعدد الوسائط عالي الوضوح، واجهة رقمية مرئية، منظومة عرض مرئي برابط واحد                                                           |
| فتحات التوسعة               | تدعم PCI Express 2.0، 1 x16، 3 x1، حتى 5 فتحات PCI                                                                                       |
| وحدة المعالجة المركزية      | AMD Phenom، آثلون 64 اف اكس، أثلون 64 إكس2، آثلون 64                                                                                     |
| مقبس وحدة المعالجة المركزية | مقبس AM2+/AM2 |
| الذاكرة                     | ذواكر الدي دي آر 2 1066/800/667/533 |
| التخزين                     | تقنية مشاركه الوسائط من نفيديا، تدعم 6 محركاتساتا 3.0 Gbit/s، تدعم حتى 2 محركات باتا (Ultra DMA 133/100/66/33)، اعدادات ريد 0، 1، 0+1، 5 |
| الشبكات                     | شبكة إيثرنت محلية، تقنية نفيديا فيرستباكت                                                                                                |
| USB                         | تدعم حتى 12 منفذ USB 2.0 |
| الصوت                       | VIA / Nvidia High Definition Audio |

## لوحات الأم المتوفرة
| الشرائح      | المصنع       | الموديل                                                      | الشكل العام | HDMI 1.3 المدمجة | مفتاح HDCP | خواص أخرى                                 |
| ------------ | ------------ | ------------------------------------------------------------ | ----------- | ---------------- | ---------- | ----------------------------------------- |
| جي فورس 8100 | Zotac        | GF8100-A-E                                                   | mATX        |                  |            | HDMI by adapter، D-Sub، واجهة رقمية مرئية |
| جي فورس 8200 | آسروك        | K10N78FullHD-hSLI                                            | mATX        |                  |            | HDMI by adapter، D-Sub، DVI               |
| جي فورس 8200 | أسوس         | M3N78-EMH HDMI                                               | mATX        |                  |            | HDMI، D-Sub، DVI                          |
| جي فورس 8200 | بيوستار      | GF8200 M2+                                                   | mATX        |                  |            | D-Sub، DVI                                |
| جي فورس 8200 | ECS          | GF8200A                                                      | ATX         |                  |            | HDMI، D-Sub                               |
| جي فورس 8200 | إي في جي إيه | 113-M2-E113-TR                                               | ATX         |                  |            | HDMI، D-Sub، DVI                          |
| جي فورس 8200 | جيجابايت     | GA-M78SM-S2H                                                 | mATX        |                  |            | HDMI، D-Sub، DVI                          |
| جي فورس 8200 | MSI          | K9N2GM-FIH نسخة محفوظة 15 سبتمبر 2008 على موقع واي باك مشين. | mATX        |                  |            | HDMI، D-Sub                               |
| جي فورس 8200 | XFX          | MI-A78S-8209                                                 | mATX        |                  |            | HDMI، D-Sub، DVI                          |
| جي فورس 8200 | Shuttle Inc. | SN78SH7 نسخة محفوظة 20 ديسمبر 2008 على موقع واي باك مشين.    | SFF         |                  |            | HDMI، DVI by adapter                      |
| جي فورس 8300 | أسوس         | M3N78 PRO                                                    | ATX         |                  |            | HDMI، D-Sub، DVI by adapter               |
| جي فورس 8300 | XFX          | MI-A78U-8309                                                 | mATX        |                  |            | HDMI، D-Sub، DVI                          |
| جي فورس 8300 | Zotac        | GF8300-A-E                                                   | mATX        |                  |            | HDMI by adapter، D-Sub، DVI               |

## وصلات خارجية
- معلومات اضافية عن لوحات ستكون متوفرة
- لوحات جي فورس اخرى من نفيديا